# Jan Ernst Matzeliger
Jan Ernst Matzeliger (Paramaribo, 15 de setembro de 1852 – Lynn, 24 de agosto de 1889) foi um inventor nascido no Suriname, que revolucionou a indústria de calçados.

## Biografia
Matzeliger nasceu em Paramaribo (então Guiana Holandesa, hoje Suriname). Seu pai era um engenheiro holandês e sua mãe, uma escrava negra do Suriname. Enquanto em seu país de origem mostrou algum interesse em mecânica, seus esforços para inventar uma máquina para montar sapatos começaram quando ele se mudou para os Estados Unidos, onde trabalhou em uma oficina mecânica. Aos 19 anos ele se mudou para a cidade de Filadélfia, no estado da Pensilvânia, tendo trabalhado como marinheiro. Em 1877 já domina o perfeitamente inglês, e se mudou para o estado de Massachusetts. Em 1883, após cinco anos de trabalho, patenteou sua invento 
Sua máquina permitiu aumentar substancialmente a produção de sapatos. Anteriormente, trabalhando com a mão, um operador poderia produzir cinqüenta sapatos em um dia de trabalho, mas a sua máquina conseguia produzir entre 150-700 pares de sapatos por dia. Seu engenho reduziu em cinqüenta por cento o preço dos sapatos nos Estados Unidos. No entanto, por causa de sua morte prematura, em Lynn, Massachusetts, de tuberculose e outros fatores, ele não pode aproveitar os lucros de sua invenção.

## Reconhecimento
Em reconhecimento à sua contribuição, dedicou um serviço postal selo dos Estados Unidos em 15 setembro de 1991.